# Edelfigurant (televisieserie)
Edelfigurant is een Nederlandse comedyserie die werd uitgezonden tussen 11 december 2020 en 29 januari 2021. De serie werd geproduceerd door Millstreet Films in opdracht van de VPRO.
In de serie speelt Irma Edelkoort (Loes Schnepper) een kassière die daarnaast ook figurant is en door manager Maaike Michaelson (Hannah Hoekstra) wordt gepromoveerd tot edelfigurant.

## Rolverdeling
- Loes Schnepper - als Irma Edelkoort
- Hannah Hoekstra - als Maaike Michaelson
- Daniël Kolf - als Ishan
- Frank Lammers - als Rikkert
- Wen-Long van Knippenberg - als Semaya
- Jaike Belfor - als politiechef
- Koen van Heest - als gameboy
- Fem Petraeus - als regisseur
- Splinter Chabot - als	Splinter Chabot
- Lily Van Leeuwen - als geluidsvrouw
- Stepherd - als Stepherd
- Manuel Venderbos - als nieuwslezer
- Mark Lindeman	- als mooiboy
- Romy Vreden - als kostuumontwerper
- Eline Bleker - als journalist
- Claire Bender - als productieleider
- Jessy Hooijmaijers - als Q
- Daisy Verma - als	regisseur
- Cyriel Guds - als	Mikey

## Afleveringen
1. Casting - (11 december 2020)
2. Kersttrui - (18 december 2020)
3. Gameboy - (25 december 2020)
4. Vibrator reclame - (1 januari 2021)
5. Slavernee - (8 januari 2021)
6. FVD Campagne - (15 januari 2021)
7. Bad trip - (22 januari 2021)
8. Irma E. - (29 januari 2021)